# Старое Завражье (Тверская область)
Старое Завражье — деревня в Конаковском районе Тверской области. Входит в состав Дмитровогорского сельского поселения.

## География
Находится в юго-восточной части Тверской области на расстоянии приблизительно 11 км на восток-северо-восток по прямой от районного центра города Конаково.

## История
Известна с 1628 года как пустошь, в 1678 году было отмечено 5 дворов. В 1859 году здесь (деревня Корчевского уезда Тверской губернии) было учтено 46 дворов.

## Население
Численность населения: 147 человек (1859 год), 12 (русские 100 %) в 2002 году, 1 в 2010.